# Летоманопело
Летоманопѐло (на италиански: Lettomanoppello, на местен диалект lu L'lèttë, лу Л'летъ) е малко градче и община в Южна Италия, провинция Пескара, регион Абруцо. Разположено е на 370 m надморска височина. Населението на общината е 3024 души (към 2010 г.).